# Polski Związek Żeglarski (1957)
Polski Związek Żeglarski (PZŻ, Polish Yachting Association – PYA) – stowarzyszenie, którego członkami zwyczajnymi są Okręgowe Związki Żeglarskie i kluby żeglarskie zrzeszone w Okręgowych Związkach Żeglarskich. Prezesem PZŻ jest Tomasz Holc.

## Historia
W dniach 7-9 grudnia 1956 roku, podczas plenum Sekcji Żeglarskiej Głównego Komitetu Kultury Fizycznej postanowiono powołać do życia Polski Związek Żeglarski. Przyjęta uchwała powierzała dotychczasowemu Prezydium Sekcji pełnienie funkcji Zarządu PZŻ od 1 stycznia 1957.
Od 1996 roku PZŻ jest członkiem ISAF.

### Prezesi PZŻ
Prezesi związku:
- Włodzimierz Głowacki – od powołania w 1957
- Jan Wiśniewski – od 21 lutego 1960
- Jerzy Szopa – od roku 1967
- Andrzej Benesz – od 16 grudnia 1973
- Tadeusz Żyłkowski – od 3 grudnia 1977
- Jerzy Korzonek – 16 kwietnia 1983
- Mieczysław Rakowski – od roku 1985
- Ireneusz Sekuła – od 15 kwietnia 1989
- Ludwik Vogt – od 24 listopada 1991
- Stanisław Tołwiński – od 3 maja 1995
- Wiesław Kaczmarek – od 24 marca 2001
- Tomasz Chamera – od 23 marca 2017[4]
- Tomasz Holc – od kwietnia 2025[5]

## Symbole związku

Bandera PZŻ

Zgodnie ze statutem PZŻ ma następujące symbole:
- godło, którym jest "kotwica, której trzon stanowią litery PZŻ".
- banderę, którą stanowi "flaga państwowa Rzeczypospolitej Polskiej z umieszczonymi, pośrodku białego pasa godłem państwowym, oraz w górnym rogu przy drzewcu, godłem Związku koloru szafirowego".
- proporzec, "który stanowi biały trójkąt z godłem Związku koloru szafirowego".
- odznakę, którą jest miniatura proporca.

Zgodnie ze statutem PZŻ prawo używania jego symboli przysługuje członkom Związku i osobom fizycznym w nim stowarzyszonych.
Zgodnie z obowiązującym prawem (art. 11 Kodeksu Morskiego) używanie obecnie bandery PZŻ zamiast bandery handlowej poza granicami Polski jest niedozwolone (wcześniej było to możliwe). W praktyce często jednak nadal bandera PZŻ używana jest – wbrew prawu – poza polskimi granicami.

## Działalność

### Cele istnienia PZŻ
Celem Związku jest:
- zrzeszanie klubów i stowarzyszeń żeglarskich,
- popieranie rozwoju żeglarstwa we wszystkich jego formach,
- reprezentowanie interesów stowarzyszonych w nim osób.

(§7 Statutu PZŻ)

### Ustawowe zadania związku
- Na mocy art. 53a ustawy o kulturze fizycznej (i rozporządzenia Ministra Sportu w sprawie uprawiania żeglarstwa) PZŻ ma obecnie monopol na wydawanie polskich patentów żeglarskich, mimo że obowiązek legitymowania się patentem żeglarskim (dla jachtów powyżej 7,5 metrów długości lub o mocy napędu mechanicznego przekraczającej 10 kW) dotyczy nie tylko członków związku, lecz ogółu obywateli.

### Statutowe zadania związku
Polski Związek Żeglarski:
- ustala niezbędne normy organizacyjne oraz przepisy sportowe, techniczne, szkoleniowe i bezpieczeństwa dla żeglarstwa,
- popularyzuje dobre obyczaje żeglarskie
- wyznacza reprezentację żeglarstwa polskiego na zawody międzynarodowe
- przygotowuje – przy współpracy z Polskim Komitetem Olimpijskim – udział reprezentantów sportowego żeglarstwa polskiego w igrzyskach olimpijskich, przyznaje licencje sportowe i szkoleniowe,
- prowadzi szkolenia żeglarskie, organizuje regaty, obozy, pokazy, kursy, odczyty itp., przyczyniające się do realizacji celów Związku
- reprezentuje żeglarstwo polskie w żeglarskich organizacjach międzynarodowych,
- popiera wszelkie formy działalności kulturalnej związanej z żeglarstwem,
- prowadzi działania na rzecz ochrony środowiska naturalnego.

#### Szkolenie
- 1 stycznia 1959 roku Zarząd Główny PZŻ powołał do istnienia Centralny Ośrodek Żeglarstwa Polskiego Związku Żeglarskiego im. Andrzeja Benesza w Trzebieży nad Zalewem Szczecińskim[6].